# روجر غرين
روجر غرين هو متسابق يخت كندي، ولد في 2 يونيو 1943 في تورونتو في كندا.

## وصلات خارجية
- روجر غرين على موقع أوليمبيديا (الإنجليزية)